# Fietstunnel

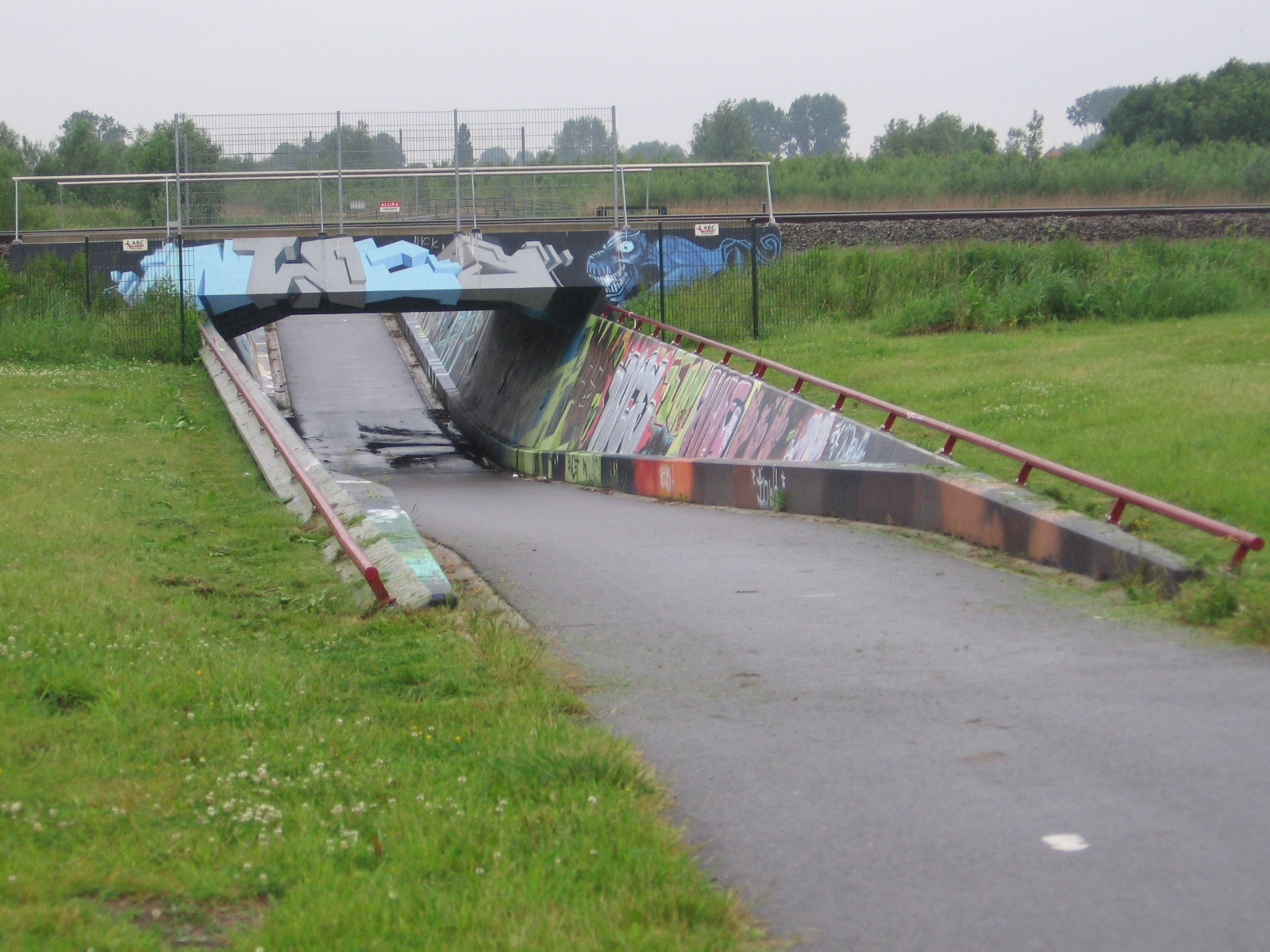
Fietstunnel in het Abtswoudse Bos

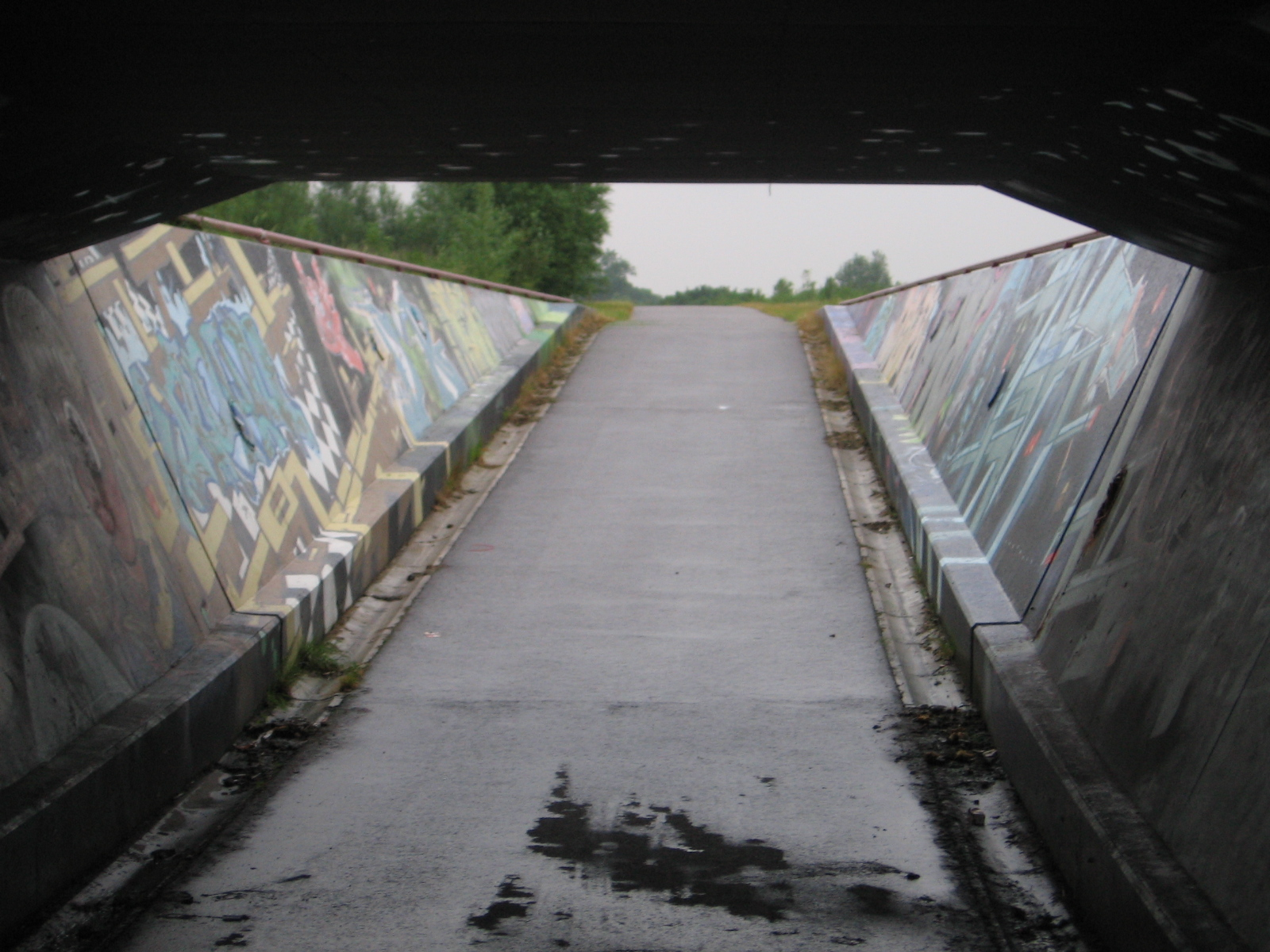
Goed ontwerp omdat op het laagste punt de horizon te zien is

Een fietstunnel is een tunnel speciaal voor fietsers (ook te gebruiken door voetgangers). Hij maakt doorgaans deel uit van een fietspad. Dergelijke tunnels worden in Nederland en België vaak onder drukke verkeersaders en spoorwegen aangelegd om zowel de veiligheid als de doorstroming van alle verkeersstromen te verbeteren. Op drukke kruispunten of rotondes zorgen fietstunnels ervoor dat autoverkeer en fietsverkeer elkaar niet meer hoeven te kruisen. Hasselt had in België eind jaren zeventig een primeur met een fietstunnel onder het kruispunt van de ringweg met de N74, de weg Eindhoven-Hasselt.
Een nadeel van fietstunnels is dat men er een gevoel van onveiligheid heeft, vooral 's nachts en bij slechte verlichting. Dit kan tegengegaan worden door een open vormgeving, zodat meer sociale veiligheid wordt geboden. Men kan bijvoorbeeld de tunnel zodanig ontwerpen dat die 1/3 boven het maaiveld ligt en 2/3 er onder, waardoor de gebruiker altijd de horizon en daglicht aan het einde van de tunnel ziet.

## Lange fietstunnels
Hieronder een lijst van fietstunnels in de Benelux die langer zijn dan 200 meter.

### Nederland
- Tweede Heinenoordtunnel (Hoeksche Waard - IJsselmonde); lengte gesloten deel (excl. roltrappen en toeritten): 945 meter
- Beneluxtunnel (Schiedam - Pernis); lengte gesloten deel (excl. roltrappen en toeritten): ± 850 meter
- Schipholtunnel; lengte gesloten deel: ± 550 meter
- Maastunnel (Rotterdam); lengte gesloten deel (excl. roltrappen en toeritten): ± 500 meter
- Kiltunnel (Dordrecht); lengte gesloten deel: 413 meter
- Tunnel onder station Nijmegen (Tunnelweg) (Nijmegen); lengte gesloten deel: ± 211 meter

### België

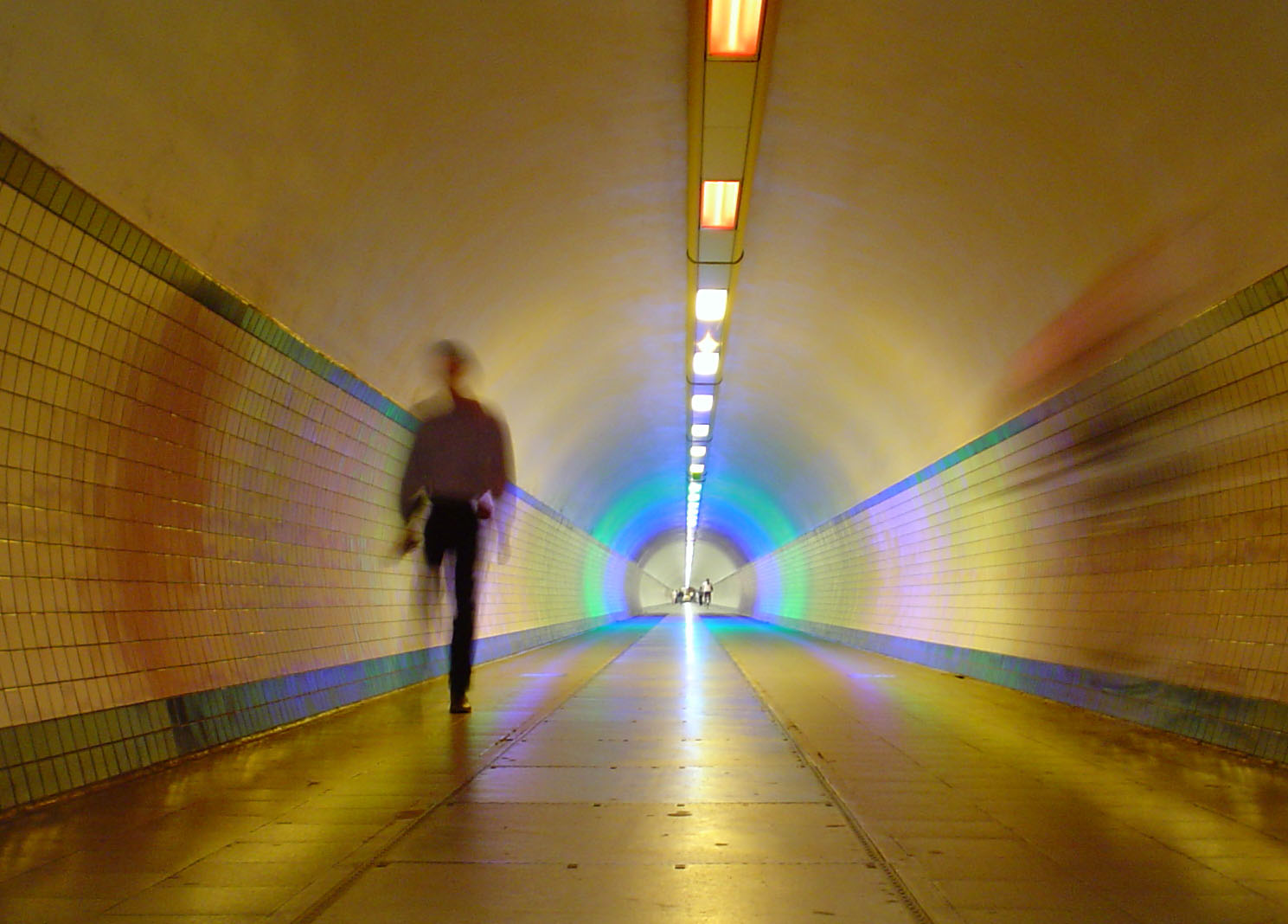
Sint-Annatunnel Antwerpen

- Sint-Annatunnel (Antwerpen) (eerder bekend als voetgangerstunnel, fietsen enkel stapvoets toegestaan); lengte gesloten deel (excl. roltrappen): 572 meter
- Kennedyfietstunnel (Antwerpen); lengte gesloten deel (excl. trappen en diagonale lift): ± 500 meter

### Luxemburg
- Habschter-Tunnel lengte: ± 1200 meter